# Venusia nebulosaria
Venusia nebulosaria là một loài bướm đêm trong họ Geometridae.